# Stasimopus oculatus
Stasimopus oculatus là một loài nhện trong họ Ctenizidae. S. oculatus được miêu tả năm 1897 bởi Mary Agard Pocock.